# Beethoven 5
Beethoven's 5th (bra/prt: Beethoven 5) é um filme de 2003 do gênero comédia familiar, lançado diretamente em vídeo nos EUA, dirigido por Mark Griffiths e estrelado por Dave Thomas, Daveigh Chase, John Larroquette e Faith Ford.
Diferente dos filmes anteriores onde George Newton era o personagem principal, esse filme é protagonizado por sua filha Sara Newton, e seu tio Fred Kablinski.

## Sinopse
Após ser "convidada a se retirar" de sua colônia de férias e como os pais em Malibu uma garota de 12 anos, Sara Newton, vai até Quicksilver, uma pequena cidade, para ficar com Freddy Kablinski, seu tio. Sara vai com Beethoven, seu gigantesco cão são bernardo, e crê que terá as férias mais tediosas da sua vida. Freddy tem um jeito de ser nada convencional, assim como vários moradores da cidade, mas isto não a chateia de forma nenhuma. O que vai movimentar mesmo estas férias é Beethoven ter achado uma nota de 1920, que provavelmente foi roubada por Moe e Rita Selig, um casal de ladrões que supostamente morreu quando o carro deles caiu no rio. Como muitos acreditam que todo o dinheiro roubado por Moe e Rita está na região, uma caça ao tesouro tem início e sai do controle quando alguns dos moradores estão dispostos a fazer qualquer coisa para achar o dinheiro.

## Elenco
- Dave Thomas – Fred Kablinski
- Daveigh Chase –  Sara Newton
- Faith Ford – Julie Dempsey
- John Larroquette –  Prefeito Harold Hurman
- Tom Poston –  John Giles/Selig
- Katherine Helmond  Cora Wilkens
- Sammy Kahn - Garret
- Richard Riehle – Vaughn Cartur
- Clint Howard – Owen Tuttle
- Kathy Griffin – Evie King
- Mary Jo Catlett - Avó na estação
- Rodman Flender - Moe Selig
- Tina Illman - Rita Selig
- Tom Musgrave - Jim
- Joel Hurt Jones - Phil Dobsonn
- Elizabeth Warner - Sra Dobsonn
- Beethoven - JS Barque